# Malbec

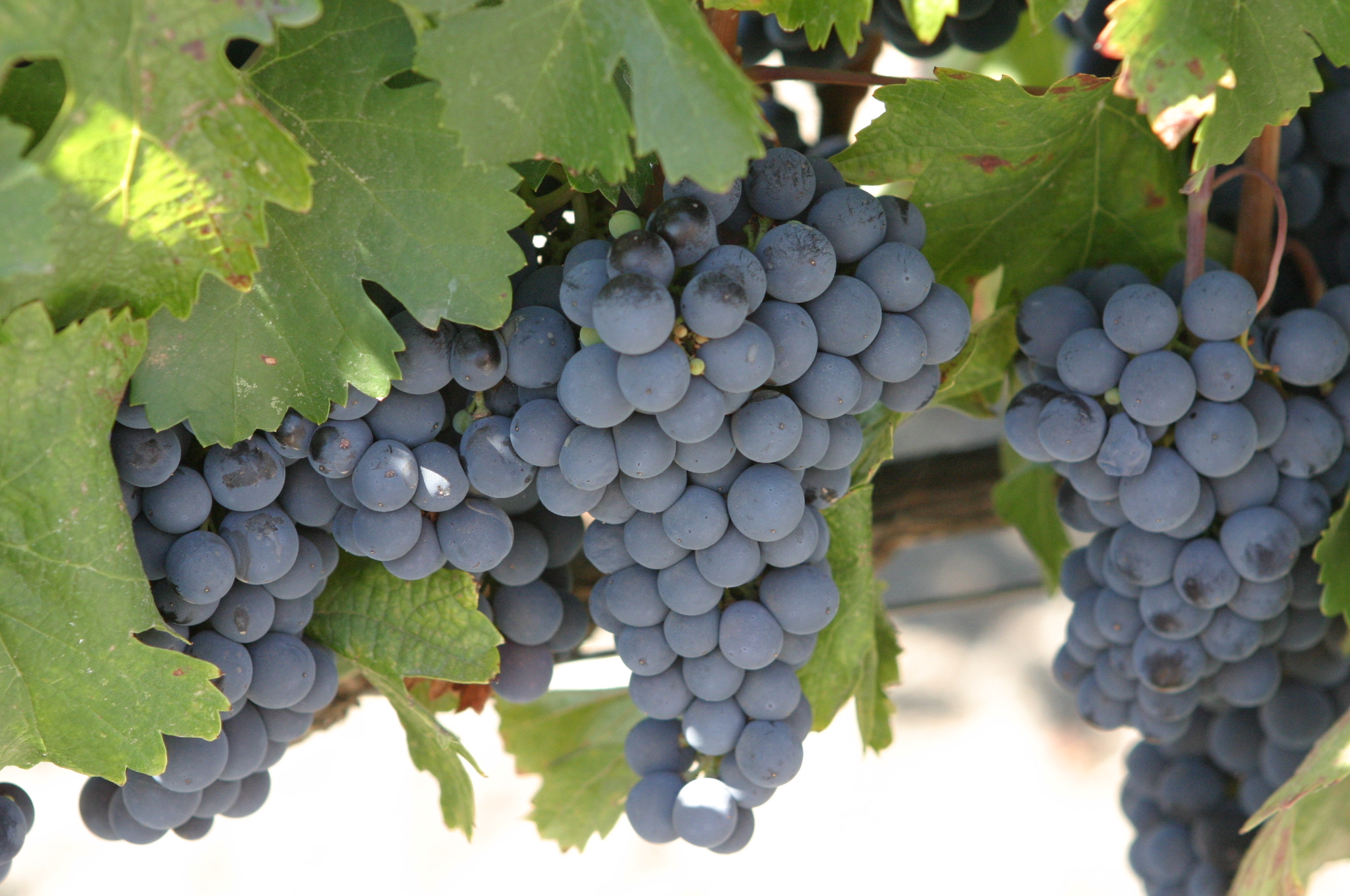
Strugure de Malbec

Malbec este un soi de struguri tehnic care se utilizează la fabricarea vinurilor roșii.

Malbec este un soi de struguri cu bobița mare, pielița subțire și preferă mai mult soare ca alte soiuri de struguri roșii cum ar fi  Cabernet Sauvignon sau Merlot. La începutul secolului XX era unul din cele mai cultivate soiuri în Europa, în special în Franța, dar după iarna rece din 1956, după ce au înghețat mai mult de 75% din tufele de Malbec, și-a pierdut popularitatea în Europa. Regiunea principală unde se cultiva acest soi de struguri este Argentina unde plantațiile de Malbec ocupă circa 25000 hectare.

Vinurile în care se folosesc acești struguri se caracterizează ca puternice, concentrate cu un gust nuanțat de vișină coaptă și prune, ele se maturizează armonios în butoaie de stejar.